# Fjerde franske republik
Den Fjerde Republik (på fransk: La quatrième république) er den almindelige betegnelse for det politiske system, der indførtes i Frankrig med forfatningen af 13. oktober 1946 og som varede frem til 1958.
På trods af forsøg på at styrke den udøvende magt videreførtes mange af svaghederne fra den Tredje Republik, og perioden var således uændret præget af politisk ustabilitet og hyppigt skiftende regeringer i lighed med tiden op til 2. verdenskrig. Hele 21 premierministre dannede regering i løbet af de kun 12 år den Fjerde Republik bestod.
Frankrig oplevede betydelig økonomisk fremgang under den Fjerde republik, som dog især var præget af afviklingen af koloniherredømmet.

## Præsidenterunder den Fjerde Republik
- Vincent Auriol (1947-1954)
- René Coty (1954-1959)

48°52′00″N 2°19′59″Ø / 48.866666666667°N 2.3330555555556°Ø